# 人口零增长
人口零增长指特定人口的数量既不增长也不减少，是一种人口平衡状态。当出生人口加迁入人口数等于死亡人口加迁出人口数时，人口便达到了零增长。人口零增长曾是中国对于2022年的计划生育目标。
自从1960年，“零人口增长”也一直是美国一个著名的政治运动。该运动认为零人口增长应成为各个国家为达成最佳生活条件而努力的目标。

## 定义
人口的增长率是指某一年中，出生人数减去死亡人数，加上迁入人口减去迁出人口的数量，再除以该年初的总人口，用百分比表示。当一个国家的人口增长率为零时，就称该国人口实现了零增长。 对于地球整体而言，当出生人数等与死亡人数时，就实现了全球零人口增长。

## 历史

### 术语的提出
美国社会学家、人口学家金斯利·戴维斯（Kingsley Davis）被认为是“人口零增长”一词的提出者。他在1967年首次使用这个术语，讨论了人口失控增长的负面后果，并提出将人口零增长作为各国的解决方案之一。尽管“人口零增长”这个术语是戴维斯提出的，但“静态人口”这一概念--即人口保持稳定、规模不变--更早就由乔治·斯托尔尼茨（Geroge J. Stolnitz）在其著作《国际死亡率趋势的一百年：第一卷》中提及。斯托尔尼茨指出，这一概念最早可追溯到1693年，当时爱德蒙·哈雷（Edmond Halley）记录了布雷斯劳市的人口数据，并制作了首张人口生命表。 人口零增长的数学表述由詹姆斯·米尔里斯（James Mirrlees）提出。

### 对人口过剩的担忧
在人类历史的大部分时间里，人口增长十分缓慢。而在过去200年里，净人口增长是此前人类历史上所有时期总和的七倍。自1650年农业革命后，人口开始加速增长，这使人们首次对“人口过剩”产生担忧--他们担心人口增长会超过粮食生产的速度。在二战后，这种担忧再次浮现。一些人认为，二战的爆发正是由于轴心国之间为了有限的资源展开竞争所引发的。

### “人口零增长”组织
二战结束后，美国因战时女性就业率上升经历了“婴儿潮”，引发人们对人口过剩的担忧。“人口零增长”成为了20世纪60年代末美国和部分欧洲地区的重要政治运动，与环境保护主义和女性主义密切相关。生物学家保罗·埃利希（Paul Ehrlich）在其1968年出版的著作《人口炸弹》中，指出人口过剩是导致当时众多环境问题的唯一根源。同年，保罗·埃利希、昆虫学家查尔斯·雷明顿（Charles Remington）以及律师理查德·鲍尔斯（Richard Bowers）共同在康涅狄格州成立了“零人口增长组织”，目标为减少美国家庭的人口数量。该组织迅速扩张，截止1971年5月，已有36000名成员加入。

### 中国人口政策
中国在20世纪70年代初制定了计划生育政策，该政策鼓励晚婚、晚育和实行避孕措施，并在1980年后限制大多数城夫妇只能生育一个孩子，农村夫妇只能生育两个孩子。
根据政府预测，这些政策的影响将延续至2050年，处于劳动年龄的人口将从2011年的9.25亿减少到7亿，下降24%。2013年11月，出于对劳动力减少和人口老龄化的担忧，政府宣布放宽一孩政策。

## 各大洲的人口零增长情况

### 亚洲
中国是世界人口第二多的国家，人口超过14亿。中国人口增长于2022年达到平台期（零增长）。自本世纪初以来，中国的人口增长已经放缓。这在很大程度上是中国经济增长、生活水平提高和计划生育政策的结果。
韩国在2024年拥有全球最低的生育率，仅为0.68。造成低生育率的原因包括男女劳动者的薪资差距、长工时和竞争激烈的就业市场，这些因素带来了阻碍生育的经济和社会压力。

### 大洋洲
五个人口下降最快的国家中有三个位于大洋洲，包括库克群岛、马绍尔群岛和北马里亚纳群岛。由于恶劣的生活环境和由气候变化引发的自然灾害，这些岛屿上的人们往往迁往更大的国家。

### 欧洲
由于反移民趋势，欧洲正在面临人口下降。冰岛、德国、葡萄牙和波兰等国，都已处于或接近零人口增长的状态。